# Red-Tag-Analyse
Die Red-Tag-Analyse ist ein Sortierungsverfahren des Lean-Managements.

## Definition
Die Red-Tag-Analyse ermöglicht, unbrauchbare von nützlichen Dingen zu trennen, und wird oft dazu verwendet, Ordnung am Arbeitsplatz zu schaffen. Die Methode ist simpel, benötigt keine großen finanziellen Mittel oder gar Training, lediglich ein Termin für alle Beteiligten muss hierzu vereinbart werden. Durch Aussortieren können Verschwendungen erkannt und beseitigt sowie ein After-Sales-Bereich erkannt werden. Zudem wird zusätzlicher Platz für die wichtigen Dinge gewonnen. Es kristallisiert sich heraus, bei welchen Gegenständen es sich lohnt, sie stets vorrätig zu halten, und bei welchen Gegenständen es sinnvoller ist, sie bedarfsbedingt zu bestellen. Dies kann Kapitalbindung vermeiden.

## Herkunft und Geschichte
Ursprünglich kommt diese Technik, Verschwendung zu erkennen und zu vermeiden, aus Japan. Ende des Zweiten Weltkriegs herrschte in Japan eine starke Rohstoffknappheit und auch andere Länder boten keine Unterstützung an. So sahen sich die Toyota-Inhaber gezwungen, ein neues Konzept zu entwickeln, welches Ressourcen an den richtigen Stellen einsparte und das Arbeiten effizienter gestaltete. So entwickelten sie das Toyota-Produktionssystem, welches sich bis heute bewährt. Die Red-Tag-Analyse ist ein Schritt in der Anwendung der 5S-Systematik, welche einen großen Teil des Toyota-Produktionssystems ausmacht. Die Japaner gliederten diese Lean-Management-Methode in folgende 5 Unterpunkte:
- Seiri
- Seiton
- Seiso
- Seiketsu
- Shitsuke

Bei dem ersten Punkt, dem Seiri, handelt es sich um die Vorgehensweise Ordnung zu schaffen und somit den Grundstein für alle nachfolgenden Punkte zu legen. Die Red-Tag-Analyse ist ein nützliches Tool, dessen man sich bedienen kann, um eine Struktur in das Aussortieren zu bringen.

## Vorgehensweise
Eine Red-Tag-Analyse lässt sich am besten während eines Kaizen-Events durchführen.
Kaizen kommt aus dem japanischen und besteht aus zwei Wörtern. „Kai“ steht für „gut“ und „Zen“ für „Veränderung“. Kaizen ist Teil des Six Sigma Systems und dient hauptsächlich zur Beschreibung einer Methode des Qualitätsmanagements.
Oftmals kommt es in einer Firma dazu, dass ein neues Team für ein Projekt gebildet wird. Die ausgewählten Teammitglieder kommen aus lauter verschiedenen Arbeitsbereichen und jeder hält zunächst die eigenen Arbeitsgegenstände allesamt für unabdingbar und nützlich. Es werden sich jedoch mit Sicherheit Gegenstände finden, die für dieses spezielle Projekt nicht von großem Nutzen sind und deren Vorhaltung deswegen eher als Platzverschwendung empfunden wird. Sie auszusortieren ist der erste Schritt, mit der die Projektgruppe ihre Arbeit beginnt. Bevor also Neues entstehen kann, müssen alte Strukturen und Gewohnheiten aufgebrochen werden.

### Red-Tag
Während der Red-Tag-Analyse werden unnötige Elemente aus einem Arbeitsbereich entfernt. Teams werden oft ad hoc erstellt, daher besteht durchaus die Möglichkeit, dass versehentlich Gegenstände entfernt werden, die tatsächlich für die Produktion benötigt werden. Die Red-Tag-Analyse hilft, solche Sortierfehler zu vermeiden.
Bei einer Red-Tag-Analyse wird im Allgemeinen wie folgt vorgegangen:
1. Ein Mitarbeiter identifiziert ein Element als mögliche Verschwendung und stellt es in Frage.
2. Er füllt den „Red-Tag“ aus und befestigt ihn an besagtem Element.
3. Die Person wartet. Es gibt keine festgelegten Wartezeiten, jedoch empfiehlt sich ein Zeitraum von bis zu 30 Tagen.
4. Ist in dieser Zeit ein anderer Mitarbeiter der Meinung, dass der „Red-Tag“ ungerechtfertigt ist, diskutieren die beiden und fällen eine Entscheidung darüber, ob die Markierung bleibt oder nicht.
5. Wird beschlossen, das Element doch zu behalten, wird der „Red-Tag“ wieder entfernt.
6. Wird beschlossen, das Element weiterhin markiert zu lassen, wird es in die sogenannte „Red-Tag-Area“ überführt. Dieser Ort bezeichnet einen Bereich, in dem brauchbare, aber zurzeit nicht genutzte Gegenstände lagern. Möglicherweise kann ein anderes Team genau dieses Element gebrauchen.
7. Elemente, bei denen niemand die Berechtigung des „Red-Tagging“ anzweifelt, werden sofort entfernt, ohne in der „Red-Tag-Area“ zwischengelagert zu werden. Die Entsorgung kann durch den Verkauf der Geräte, das Verschenken an Mitarbeiter, Versteigerung oder Verschrottung erfolgen.

Wenn von einem Element der „Red-Tag“ entfernt und beschlossen wurde, es zu behalten, sollte ein neuer Platz für dieses geschaffen werden. Es wird an den Platz gebracht, an dem es tatsächlich benötigt wird und sein Einsatz für alle sichtbar sinnvoll ist, was auch durch zusätzlich angebrachte Hinweise verdeutlicht werden kann. Dies hält zukünftige Teams davon ab, das Element erneut zu markieren und dann doch immer wieder zu behalten.
Die sogenannten „Red-Tags“ lassen sich schon vorgefertigt kaufen, so muss keine Zeit für das Erstellen und Drucken lassen aufgewendet werden, was ebenfalls eine Ressourcenverschwendung wäre. Bild 1 zeigt einen beispielhaften „Red-Tag“.

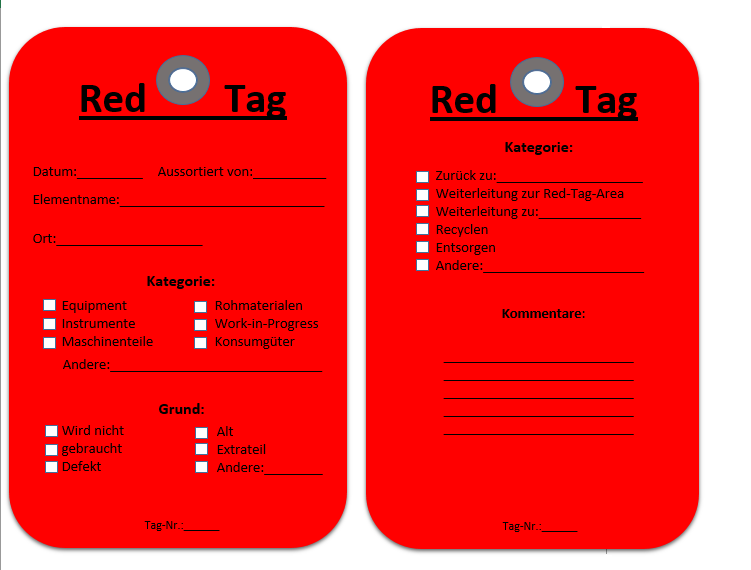
Red Tag

Auf der Vorderseite wird oben das Datum, an dem das Element markiert wurde, und daneben der Name der Person, die die Markierung vorgenommen hat, eingetragen. Dann wird der Name des Elements und der Ort, an dem es aufgefunden wurde, angegeben. Über markierbare Kategorien kann man definieren, zu welchem Bereich dieses Element gehört. Zudem muss angekreuzt werden, welchen Grund die Person dafür sieht, dieses Element auszusortieren, also ob es sich beispielsweise um ein defektes Element handelt, ob es zurzeit einfach nicht benötigt wird oder ob es veraltet oder nicht mehr zeitgemäß ist.
Auf der Rückseite wird nach Ablauf der Wartefrist angekreuzt, was letztendlich mit dem Element geschehen soll: Soll es wieder an den Arbeitsplatz zurückgebracht werden, einen Platz in der „Red-Tag-Area“ bekommen, entsorgt oder anderweitig verwertet werden? Zudem befindet sich auf der Rückseite auch Platz für Anmerkungen und Anregungen, falls dafür Bedarf besteht.

### Red-Tag-Area
Eine „Red-Tag-Area“ ist ein Ablageort für die mit den roten Zetteln gekennzeichneten Gegenstände. Ist dieser Platz gut erreichbar und sind die abgestellten Elemente dort übersichtlich geordnet, fällt es Mitarbeitern leichter, Gegenstände auszusortieren, da sie wissen, dass sie bei Bedarf trotzdem schnell wieder auf sie zugreifen können. Sinnvoll ist es auch, dass sich der Teamleiter in regelmäßigen Abständen ein Inventar der in der „Red-Tag-Area“ befindlichen Arbeitsmittel erstellen lässt, um stets einen groben Überblick zu haben und Mitarbeiter schneller zum benötigten Zielobjekt führen zu können, wenn es gesucht wird.
Wichtig ist, dass auch der Aufenthalt in der „Red-Tag-Area“ zeitlich beschränkt sein sollte. Eine Person, die die Verwaltung dieses Bereichs übernimmt, überprüft regelmäßig, wie lange die Gegenstände schon in der „Red-Tag-Area“ verweilen. Sie stellt deren allgemeine Nützlichkeit, den inhärenten Wert und die Wahrscheinlichkeit einer zukünftigen Nutzung fest. Zum Beispiel sollte ein Computer-Monitor so lange aufbewahrt werden, bis er nicht mehr zeitgemäß ist. Ein neuwertiges, aber völlig veraltetes Gerät sollte hingegen gar nicht erst in die „Red-Tag-Area“ aufgenommen werden, da es annehmbarerweise gar keine Verwendung mehr hierfür gibt, selbst wenn es sich um ein ursprünglich sehr teures oder wertvolles Element handelt.
Große Unternehmen halten es oft so, dass sie die Gegenstände aus der „Red-Tag-Area“ in einem Katalog auflisten. Dies verringert die Wahrscheinlichkeit, dass Mitarbeiter einen Artikel kaufen, obwohl sich ein identisches Stück schon im Besitz des Unternehmens befindet.
Wichtig ist, stets daran zu denken, dass Gegenstände, wenn sie in die „Red-Tag-Area“ verschoben wurden, dennoch einen potenziellen Nutzen für ein anderes Firmenmitglied darstellen können. Die „Red-Tag-Area“ darf also nicht als ein bequemer Weg betrachtet werden, unnütze Dinge zu entsorgen, die niemand mehr brauchen kann.

## Anwendungsgebiete
Die Methode des Red-Taggings kann in vielerlei Bereichen angewendet werden. Wichtig ist, dass immer mit Struktur und System aussortiert wird, da es sonst unübersichtlich wird. Generell wird diese Methode in erster Linie im direkten Arbeitsumfeld der beteiligten Mitarbeitergruppe angewendet, also am Arbeitsplatz oder innerhalb der Abteilung, da sie dort den größten Nutzen hat. Gibt es allerdings Kommunikationsprobleme zwischen den Mitarbeitern oder fehlen effiziente Schnittstellen, wird vom gemeinsamen Identifizieren von Verschwendung abgeraten. Vor dem Red-Tagging sollte zunächst sichergestellt gestellt sein, dass ein tadelloser Informationsfluss und Austausch zwischen den Beteiligten besteht und die Lean-Vorgehensweise von allen Mitarbeitern unterstützt wird, sonst kann sich die Red-Tag-Analyse auch kontraproduktiv auf das geplante Projekt auswirken.
Zu der Frage, wie oft ein solches „Ausmisten“ stattfinden soll, sind sich die Lean-Ratgeber noch uneinig. Die einen raten dazu, jedes Quartal ein „Red-Tag-Event“ zu veranstalten; andere empfehlen, die „Red-Tags“ offen auszulegen, damit jeder Mitarbeiter jederzeit die Möglichkeit hat, ein Element zu markieren.
Die Methode des Red-Taggings wird auch im gesellschaftspolitischen Bereich als Etikettierungsansatz verwendet, um Gegner öffentlichkeitswirksam markieren und anschließend gezielt ausschalten (lassen) zu können. Der Ausdruck ist vor allem in Bezug auf rechtsautoritäre Regime wie etwa lateinamerikanische Militärdiktaturen geläufig, wo die Symbolfarbe rot eine besonders sinnfällige Bedeutung gewinnt, weil die Gegner häufig als „Kommunisten“ markiert werden; die Methode kann aber unter populistischen Verhältnissen auch mit anderen politischen Vorzeichen eingesetzt werden. Oppositionelle, unliebsame politische Akteure oder Regimekritiker werden öffentlich als „Rote“ markiert, um sie anschließend durch eingespielte Bedrohungsszenarien einschüchtern und verfolgen zu können, was bis zum politischen Mord gehen kann. Dabei greifen Strategien politisch-gesellschaftlicher Stigmatisierung mit Mechanismen der Straflosigkeit regimefreundlicher Aktivisten ineinander. In den Jahren ab 2016 wurde insbesondere die Bekämpfung politischer Gegner unter der Präsidentschaft von Rodrigo Duterte auf den Philippinen als „Red-Tagging“ charakterisiert.